# Alf Svensson
Alf Svensson (Götlunda, 1º ottobre 1938) è un politico svedese, europarlamentare per i Democratici Cristiani.

## Biografia
Svensson fu formato come insegnante e insegnò svedese e storia in una scuola a Huskvarna dal 1963 al 1973. Fu membro dei Democratici Cristiani dal momento della fondazione del partito nel 1964; fu anche uno dei fondatori della sua ala giovanile, i Giovani Democratici Cristiani, nel 1966, e ne fu il presidente dal 1970 al 1973. Nel 1973 divenne leader del partito, dopo che il suo primo leader Birger Ekstedt era morto nel 1972.
Alle elezioni del 1985, i Democratici Cristiani, che fino a quel momento non avevano ottenuto alcuna rappresentanza parlamentare, entrarono in un'alleanza elettorale con il Partito di Centro. Grazie a questa alleanza, Svensson vinse un seggio nel Riksdag (parlamento), diventando il primo deputato democratico cristiano, ma deludendo il partito poiché questo fu il suo unico successo. Alle elezioni del 1988, l'alleanza era stata sciolta e i Democratici Cristiani non riuscirono a ottenere abbastanza voti per entrare in parlamento da soli. Alle elezioni del 1991, il partito riuscì a far eleggere 26 deputati e Svensson ricevette l'incarico ministeriale di Ministro per la Cooperazione allo Sviluppo in un governo di coalizione a quattro partiti sotto la guida di Carl Bildt.
Svensson si dimise da leader del partito nel 2004 e fu succeduto da Göran Hägglund, ma rimase in parlamento. Nelle elezioni del 2009 al Parlamento Europeo, fu eletto deputato europeo e lasciò il Riksdag.
Svensson, la cui leadership dei Democratici Cristiani durò oltre tre decenni (1973–2004), è un fermo sostenitore dell'Unione Europea e della sua Unione Economica e Monetaria, a differenza di molti dei suoi elettori che in generale sono più scettici riguardo all'introduzione dell'euro.